# Bicyclus dentata
Bicyclus dentata je leptir iz porodice šarenaca. Živi u zapadnoj i središnjoj Keniji, zapadnoj Ugandi, Tanzaniji, Ruandi, Burundiju i DR Kongo. Stanište mu se sastoji od polu-planinskih i planinskih šuma.
Odrasle leptire privlači fermentirajuće voće.

## Vanjske poveznice
|  | Zajednički poslužitelj ima još gradiva o temi Bicyclus dentata |